# Pákh Albert
Pákh Albert (Rozsnyó, 1823. március 11. – Pest, 1867. február 10.) ügyvéd, az MTA levelező, valamint a Kisfaludy Társaság rendes tagja, a Vasárnapi Ujság alapítója és szerkesztője.

## Családja
Pákh Mihály evangélikus szuperintendens és Reményik Mária fia.

## Tanulmányai
Tanulmányait szülőhelyén (1829–34 és 1835–36), valamint Miskolcon (1834–35), Iglón (1835–36), Lőcsén (1837–39) végezte. Diákkorában sokat járt-kelt az országban, beutazta Erdélyt is, de megfordult Selmecbányán, hogy bányászatot tanuljon, és Magyaróváron is, ahol a mezőgazdálkodásra akarta magát szentelni. A bölcseletet és a teológiát Sopronban (1839–42) hallgatta, ahol a magyar társaság 50 éves jubileumán (1841. június 10.), mint a társaság titkára, s közlönyének, a Szünóráknak szerkesztője volt, saját költeményét szavalta, amely megjelent az akkori pozsonyi Hírnökben. A jogi pályát Debrecenben (1842–43) végezte; a két utóbbi helyen Petőfivel szoros baráti viszonyba került. Debrecenben írta első humorisztikus zsánerképét az Életképekbe (1844. Egy estve a debreczeni színházban, Kaján Ábel álnév alatt), amely friss humorával feltűnést keltett.

## Pályafutása

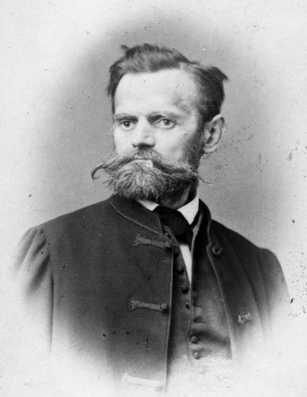
Schrecker Ignác felvétele

Foglalkozott más népek irodalmával is, és Gyulai Pál véleménye szerint a magyar közélet és irodalom benyomásai közé némi európai szellemet vegyített.
1844 augusztusának végén Pestre ment jurátusnak, augusztus végétől 1846. február közepéig Karlowsky ügyvédi irodájában dolgozott, és bár 1846-ban letette az ügyvédi vizsgát, kizárólag az irodalomnak szentelte életét.
Amikor Csengery Antal 1845 júliusában átvette a Pesti Hírlap szerkesztését, őt vette maga mellé tárcaírónak. E lapba a fővárosi újdonságokat írta jegy alatt. Élénk humoros szelleme csakhamar meghódította a közönséget. 1846 közepén tagja volt az ifjú írói nemzedék Tízek Társaságának, amely együttesen akart egy közlönyt megindítani és abba kizárólagosan dolgozni; a társaság azonban még azon év végén fölbomlott. 1846 őszétől 1847 júliusáig Petőfivel együtt lakott és közösen olasz leckéket vettek.
1847-től haláláig egy rosszul gyógyított betegség sújtotta. A Bécs melletti Laab-féle vízgyógyintézetbe ment 1847 júliusában és ott töltötte 1848–49-et is. Egészsége nem állt helyre, 1850 augusztusában visszatért és kedvét vesztette az írói pálya iránt.
Szerkesztő lett, hogy mégis szolgáljon nemzetének. Azon évben az Újabbkori Ismerettárnak szerkesztését vállalta el, a cikkek nagy részét is ő írta 1855-ig. Ugyanebben az időben a pesti nemzeti kaszinó könyvtárosa is volt. 1853 januárjától júniusáig szerkesztette Gyulai Pállal együtt a Szépirodalmi Lapokat. Olyan lapot tervezett, amelynek közvetítenie kellett az író és a nemzet között és elősegítenie egy erős magyar művelt olvasóközönség kialakulását. 1854-ben megalapította a Vasárnapi Ujságot, amelyet 12 évig szerkesztett. Ő maga keveset dolgozott bele, de igen sok cikket ő öntött formába és szelleme, tapintata, tárgyilagossága s józan mértéke a lap minden során meglátszott. (A lap előfizetőinek száma 5–7 000 fő volt). Nem kevésbé fontos orgánuma volt a Vasárnapi Ujság melléklete, a Politikai Újdonságok, amely egy évvel később, 1855-ben indult meg és a politikai ismeretek népszerűsítését tűzte ki feladatául. Ezzel a kezdeményezésével a reakció korában országos elismerésre tett szert. A nagykállói kaszinó arany tollal tisztelte meg; több egylet és kaszinó dísztagjának választotta. 1863-ban, amikor a Vasárnapi Ujság 10 éves jubileumát ünnepelte, Tompa Mihály költeményben dicsőítette.

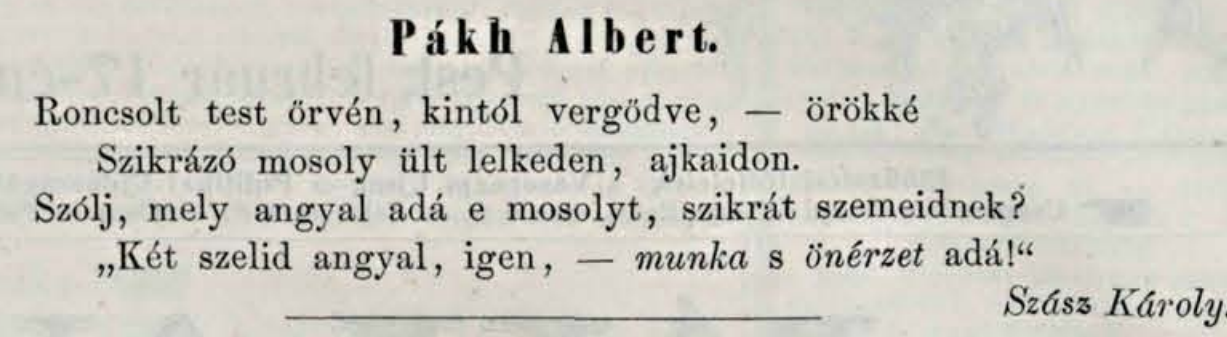
Szász Károly epigrammája

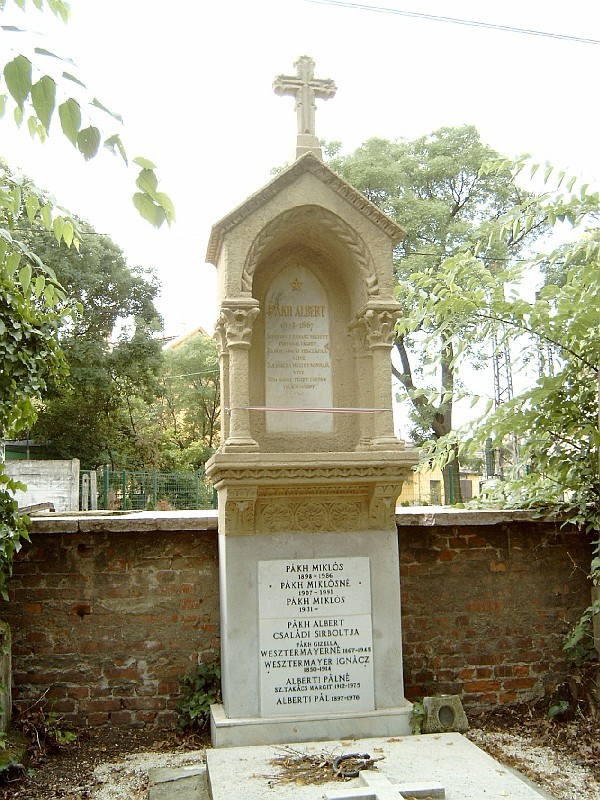
Pákh Albert sírja Budapesten. Kerepesi temető: J. 239. Schmidt Frigyes és Schulcz Ferenc építészek alkotása.

1863-ban a Magyar Ember Könyvtára című sorozat négy kötetét szerkesztette július 1-jétől 1865. április 3-áig. Greguss Ágost társaságában a Magyar Sajtó szerkesztését vállalta el, noha beteg volt és igen gyakran csak ágyában dolgozott. Érdemeiért a Magyar Tudományos Akadémia 1864. január 20-án, a Kisfaludy Társaság 1865. február 1-jén tagjukká választották. (A Magyar Tudományos Akadémiában: A magyar hírlapirodalomról akart székfoglalót tartani, azonban a halál megakadályozta).
Munkából és szenvedésből, szerkesztésből és a maga orvoslásából állt egész élete, de a humor géniusza nem hagyta el őt. Kedélye csak halála közeledtével sötétült el. Elhunyt 1867. február 10-én délelőtt 11 órakor mellhártyalob következtében. Örök nyugalomra helyezték 1867. február 12-én délután az evangélikus egyház szertartása szerint.

## Emlékezete
Emlékbeszédet az akadémiában Gyulai Pál tartott fölötte, gyászbeszédet a sírnál Greguss Ágost. 1870-ben a Vasárnapi Ujság olvasói síremléket állítottak neki (Izsó Miklós műve) a következő felirattal:
„Szenvedt s panasz helyett tréfálva vágott, 
De gúny szavát megczáfolá szíve, 
S a fáklya, melyet mind elül vive, 
Nem szórt tüzet, csupán világosságot”.
Levéltári hagyatékát Tichy Kálmán dolgozta fel.

## Cikkei

### Az Életképekben megjelentek
- Egy nap egy instructor életéből (1844)
- franciául: Nouvelles Hongroises (Budapest, 1885)
- Utazás Debrecenben, Egy városi írnok szerelme (1845)
- A sípládás fia, Fiatal óriás (1846)
- A honszerelmesek (1847)

### A Pesti Hírlapban
- 731–733. szám. az ág. hitv. evang. négy egyházkerületének egyetemes gyűlése Pesten 1846. augusztus 15–19.)

### Röpívekben
- Humoristikus tanulmányok(1849)
- Pesti Röpívek (1850. Spectabilis tanulmányok, Hunyadi János)

### A Magyar Hírlapban
- 1851. 484–86., 488., 489. sz. Nép képviselet rendi s alkotmányos rendszere, történeti és államjogi szempontból

### A Pesti Naplóban
- 1852. 762. sz. Kerényi

### Szépirodalmi Lapokban
- 1853. Magyar dolgok külföldön, Nemzeti Színház, Krizisek, Haramják, Tamás bátyja és tárczák

### A Vasárnapi Ujságban
- 1854. Visszapillantás az év utolsó napján, 1855–1858., Hírmondó című új néplap és a Vasárnapi Ujság, 1859–1863. 1862. 4. sz. Petőfi életrajza ügyében, 1863. 1., 2. sz. Hol és mikép terem a Vasárnapi Ujság, Beköszöntők és utószók az olvasókhoz

## Művei
- Kalauz a nemzeti casino könyvtárához (Pest, 1852)
- Pákh Albert humoros életképei (Kisfaludy Társaság, Pest, 1870)
- Levelei Kazinczy Gáborhoz 1854., 1857. (Figyelő XX.)
- Levelei Arany Jánoshoz 1852–53., 1859., nyolc levél (a Magyar Tudományos Akadémia levéltárában)
- Tompához írt három levelét a Rozsnyói Híradó 1881. augusztus 28-án közölte.
- Utazás Debrecenben; szöveggond., jegyz. Lakner Lajos, tan. Bényei Miklós, Lakner Lajos, Papp József; Déri Múzeum, Debrecen, 2016